# Società Italiana Cyclecars
Società Italiana Cyclecars war ein italienischer Hersteller von Automobilen.

## Unternehmensgeschichte
Das Unternehmen aus Chiavari begann 1924 mit der Produktion von Automobilen. Der Markenname lautete SIC. 1925 endete die Produktion.

## Fahrzeuge
Das einzige Modell war ein Cyclecar. Für den Antrieb sorgte ein Zweizylinder-Zweitaktmotor mit 500 cm³ Hubraum. Das Getriebe verfügte über zwei Gänge.